# 坂本栄
坂本 榮（さかもと さかえ、1946年 - ）は、日本のジャーナリスト。時事通信社経済部長、常陽新聞社長、同社会長、特定非営利活動法人NEWSつくば理事長等を歴任。時事通信社社長賞受賞。

## 人物・経歴
茨城県土浦市出身。1966年に茨城県立土浦第一高等学校卒業。1970年一橋大学社会学部を卒業し、軍事評論家久住忠男の影響で、時事通信社に入社。
時事通信社では経済部に配属され、日本銀行記者クラブ時代に国際金融に関する報道で社長賞を受賞。1979年から1983年までワシントン特派員。経済部デスクを経て、証券部長として証券情報サービス「PRIME」の開設や、インサイダー取引規制体制整備などにあたった。1992年経済部長。その後、メディア事業本部副本部長として「時事ドットコム」開設にあたった。
2002年から時事通信社解説委員を務め、2003年退社。同年常陽新聞代表取締役社長に就任し、フリーペーパーの広告収入による収益強化策などをとったが、2008年のリーマン・ショックを受け、同社会長に退いた。2014年時事通信社茨城地域アドバイザー。2015年茨城キリスト教大学経営学部講師。2017年、常陽新聞の元記者らで特定非営利活動法人NEWSつくばを設立し理事長に就任。

## 著作
- 「不況にあえぐ米航空業界--B747SPに賭けるボーイング,PAA」世界週報 56(50) 1975
- 「東京外国為替市場とは--取引所のない無形の存在」世界週報 59(17) 1978
- 「庶民の夢をかなえるか--米で今春金メダル発売」世界週報 61(6) 1980
- 「南北サミットの底流--利害対立は調整できるか」世界週報 62(36) 1981
- 「中間選挙にどう響く--増税で変身したレーガノミックス」世界週報 63(36) 1982
- 「OPEC崩壊を促す！？産油国の製品進出」世界週報 65(40) 1984
- 「袋だたきにあう"孤立日本"--着々と進む米欧の包囲網」世界週報 68(17) 1987
- 「攻勢に転じた米たばこ産業--"反喫煙"圧力をケムに巻く？」世界週報 69(33) 1988
- 「アジア太平洋で進む為替安定ネットづくり」世界週報 77(10) 1996
- 「経済情報活動への心構え」世界週報 77(17) 1996
- 「変わる？円安・超低金利の流れ」世界週報 77(24) 1996
- 「BOJの独立とMOFの解体」世界週報 77(38) 1996
- 「対照的な日米市場の裏にあるもの」世界週報 78(3) 1997
- 「ソロス氏は東南アジア通貨危機の元凶？」世界週報 78(31) 1997
- 「市場が気にする蔵相,日銀総裁の年齢」世界週報 79(32) 1998
- 「国際 格付け会社のもっともらしさと危うさ」世界週報 79(46) 1998
- 「市場経済と通信社の役割とは」世界週報 80(47) (通号 3930) 1999
- 「微妙ながらも厳しさ続く日本の景気」世界週報 80(26) (通号 3909) 1999
- 「米ドル依存を反省、円通貨・貿易圏への助走始まる」世界週報 80(19) (通号 3902) 1999
- 「進むネット犯罪の悪質化」世界週報 81(13) (通号 3944) 2000
- 「規制改革下の労働運動(3)バス事業(上)労働者犠牲に進む価格破壊」月刊労働組合 / 労働大学調査研究所 編 (452) 2003
  - 他多数